# Leptothorax anodonta
Leptothorax anodonta är en myrart som beskrevs av Arnol'di 1977. Leptothorax anodonta ingår i släktet smalmyror, och familjen myror. Inga underarter finns listade i Catalogue of Life.